# Слатина (Јабланица)
Слатина је насељено мјесто у Босни и Херцеговини у општини Јабланица које административно припада Федерацији Босне и Херцеговине. Према попису становништва из 1991. у насељу је живјело 692 становника.

## Становништво
| Националност       | 1991.        | 1981.        | 1971.        |
| Муслимани          | 441 (63,72%) | 414 (59,56%) | 384 (63,36%) |
| Хрвати             | 245 (35,40%) | 252 (36,25%) | 219 (36,13%) |
| Срби               | 0            | 0            | 0            |
| Југословени        | 5 (0,72%)    | 29 (4,17%)   | 0            |
| остали и непознато | 1 (0,14%)    | 0            | 3 (0,49%)    |
| Укупно             | 692          | 695          | 606          |